# Rabatz im Zauberwald
Rabatz im Zauberwald ist ein deutschsprachiges Kinder-Musical über Freundschaft und Zusammenhalt der beiden Hammer Wolfgang Barth (Text) und Klaus Rüter (Musik).
Die Uraufführung fand am 23. Mai 1997 in Hamm-Heessen (Westf.), auf der Waldbühne Heessen statt. Teil der Besetzung war der spätere Musicaldarsteller Tillmann Schnieders.
Die Inszenierung des Stückes übernahm Barth als Teil der Spielschar der Waldbühne Heessen selbst.
Es folgten weitere Aufführungen des Musicals an anderen Freilichtbühnen des Verbandes deutscher Freilichtbühnen (VDF).
Weitere Aufführungen auf der Heimatbühne des Stücks waren 2006 (Regie erneut Wolfgang Barth) und 2018 (Regie: Dominik Lemke).

## Figuren
- Hänsel
- Gretel
- Rotkäppchen
- König
- Frau Holle

Die Märchenpolizei
- Hexe
- Dornröschen
- Aladin
- Pinocchio
- Der gestiefelte Kater
- Elfchen

- Rollum der Weise
- Der schwarze Zauberer

Die getreuen Ratten des Zauberers
- Raffzahn
- Rupert
- Bodo

nur in der Neufassung 2006
- Rattenlehrer
- Kleine Ratte 1 und 2

## Handlung
Die Handlung des Musicals spielt im Märchenwald. Hier leben alle Märchenwesen friedlich neben- und miteinander und spielen jeden Tag ihre Märchen.
Hänsel und Gretel machen sich auf den Weg zum Knusperhäuschen der Hexe. Während die beiden in großer Gefahr bei der Hexe sind, nähert sich eine Rattenbande. Sie plündern das Knusperhäuschen. Auch anderen Märchenwesen wurden wichtige Gegenstände ihrer Märchen entwendet.
In großem Aufruhr versammeln sich die Märchenwesen, um beim König Rat und Hilfe zu erhalten.
Dieser beschließt. eine Märchenpolizei zu gründen.
Teil dieser Märchenpolizei sind: der gestiefelte Kater, Pinocchio, Aladin, Dornröschen und die Hexe.
Die Märchenpolizei soll zunächst Rollum den Weisen finden und ihn um Rat bitten.
Bei Rollum stößt das hysterische Elfchen, welches sich um Rollum kümmert, zu der bunten Truppe.
Bei dem Schlagwort „Ratten“ erinnert sich Rollum an eine alte Geschichte. Der schwarze Zauberer hat vor Jahren versucht, die Macht im Märchenreich an sich zu reißen. Er wurde besiegt und besitzt nur noch in seinem Schloss Zauberkräfte. Der schwarze Zauberer trachtet noch immer nach der Macht und schickt seine Ratten, unter dem Anführer Raffzahn, los. Sie sollen Gegenstände der Märchenwesen stehlen, damit diese ihre Geschichten nicht mehr spielen können und somit vergessen werden.
Die Märchenpolizei kennt nun den „Feind“ und macht sich auf, ihre Gegenstände zurückzubekommen.
Auf ihrer Reise muss die Truppe beweisen, dass sie zusammenhalten kann. Besonders schwierig ist der Umgang mit der eigenwilligen Hexe.
Die Märchenpolizei fällt auf einen Trick des Zauberers herein. Die Ratten bauen verkleidet einen kleinen Marktwagen auf, an welchem die Märchenpolizei eine Erfrischung kauft. In die Brause tröpfelten die Ratten einen Zaubertrank, welcher alle in Hühner verwandelt und somit unschädlich macht. Durch einen glücklichen Zufall wird die Brause der Hexe verschüttet und sie bemerkt den Zauber.
Sie gerät in einen Konflikt. Auf der einen Seite kann sie die anderen Wesen nicht leiden, andererseits kann sie nur mit ihnen ihr eigenes Märchen retten. Die Hexe entschließt sich doch ein Gegenmittel herzustellen.
Die Truppe will sich infolge eines Streites trennen. Rollum tritt auf, warnt vor diesem Schritt und erinnert an die Gefahr, die vom Zauberer ausgeht, und daran, dass die Freundschaft die wichtigste Waffe im Kampf gegen ihn ist. Nur der Kater hat erkannt, dass sie der Hexe dankbar sein sollten und bleibt bei der Hexe und Rollum. Die drei beschließen den anderen zu deren Sicherheit zu folgen.
Am Schloss des Zauberers angekommen gerät der erste Teil der Märchenpolizei (Aladin, Pinocchio, Elfchen und Dornröschen) in Gefangenschaft. Rollum kann sie befreien. Die Truppe söhnt sich aus und man beschließt Pinocchio, zur Ablenkung, allein im Käfig zu lassen.
Er soll die Flöte des Rattenfängers von Hameln aus dem Schloss werfen.
Dies gelingt und Aladin macht mit ihrer Hilfe die Ratten unschädlich.
Der Zauberer achtet nicht auf die Grenze seines Schlosses, als er versucht, den Ratten zu folgen. Außerhalb des Schlosses, ohne Zauberkraft, aber wortgewandt und gefährlich, versucht er die Märchenpolizei zu überwinden. Er bringt dabei Elfchen in seine Gewalt, die sich aber befreien kann. Die Hexe und Rollum verwenden gemeinsam ihre Zauberkraft, um den Zauberer zu vernichten.
Die Gefahr im Märchenwald ist gebannt. Hänsel und Gretel wollen nun endlich ihr Märchen zu Ende spielen. Die Hexe, erschöpft, schickt sie keifend davon. Am Ende wird das Bild der Hexe ein weiteres Mal sympathisch ausgespielt.
Die Hexe zu Hänsel und Gretel: „(laut) VERSCHWINDET!!... (leiser, mit einem Funken Sympathie in der Stimme) Kommt morgen wieder.“

## Liederfolge
- 01. Cobra (Die Ratten)
- 02. Rabatz im Zauberwald (Die Märchenpolizei)
- 03. Ich komme zurück (Der schwarze Zauberer)
- 04. Rollum der Weise (Rollum und die Märchenpolizei)
- 05. Rabatz im Zauberwald Reprise (Die Märchenpolizei)
- 06. Meister, Meister (Die Ratten)
- 07. Meister, Meister Reprise (Die Ratten)

Pause
- 08. Help (Die Hexe)
- 09. Allein (Pinocchio)
- 10. Können diese Augen Lügen? (Der schwarze Zauberer, Rollum und die Märchenpolizei)
- 11. Happy End (Märchenwesen, die Märchenpolizei, die Ratten, Frau Holle)

## Trivia
Die Rolle des Pinocchio übernahm der 1997 noch unbekannte Tillmann Schnieders. Er sang bei seiner Aufnahmeprüfung ein Lied, welches den Prüfern vollkommen unbekannt war: „Allein“ aus dem Musical Rabatz im Zauberwald, das Lied für das ihn das Hessener Publikum so feierte.
Die Rolle des Rollum übernahm sowohl 1997 als auch 2006 der Hammer Oberbürgermeister Thomas Hunsteger-Petermann, 1997 noch als Ratsvorsitzender der Hammer CDU.
Für die Neuauflage des Musicals 2006 überarbeitete Barth das Textbuch. Er fügte eine „Rattenschule“ ein, um auch die mitspielenden Kinder zu berücksichtigen und das Wesen der Ratten näher darstellen zu können. Des Weiteren folgte nach der Pause eine neue Szene in der dem Zuschauer aufgezeigt wird, dass die Märchenwesen bereits anfangen sich aufzulösen, weil sie vergessen werden.

## Veröffentlichungen
1997 erschien eine CD mit den Musiknummern des Musical in limitierter Auflage.

## Verlag
Die Rechte an dem Musical hält der Hamburger „Whale Songs“ Verlag.